# River Bandits des Quad Cities
Les River Bandits des Quad Cities (anglais : Quad Cities River Bandits) est un club de baseball mineur, de niveau A, basé à Davenport, ville de l'État américain de l'Iowa et l'une des quatre villes des Quad Cities. Le club évolue en Midwest League et est affilié depuis 2021 aux Royals de Kansas City.
Le club joue ses matches à domicile au Modern Woodmen Park. 